# Southern Harbour
Southern Harbour är en ort i Kanada.   Den ligger i provinsen Newfoundland och Labrador, i den östra delen av landet, 1 700 km öster om huvudstaden Ottawa. Antalet invånare är 474.
Terrängen runt Southern Harbour är platt. Havet är nära Southern Harbour åt sydväst. Trakten runt Southern Harbour är nära nog obefolkad, med mindre än två invånare per kvadratkilometer.. Närmaste större samhälle är Arnolds Cove, 6,1 km norr om Southern Harbour. 